# 1913 no teatro

## Nascimentos
| Data           | Nome               | Profissão                                                       | Nacionalidade  | Observações | Ref |
| -------------- | ------------------ | --------------------------------------------------------------- | -------------- | ----------- | --- |
| 17 de Janeiro  | Walter Pinto       | produtor e diretor teatral                                      | Brasil         | m. 1994     |     |
| 7 de setembro  | Anthony Quayle     | ator de cinema, televisão e teatro e diretor de cinema e teatro | Reino Unido    | m. 1989     |     |
| 19 de setembro | Frances Farmer     | actriz                                                          | Estados Unidos | m. 1970     |     |
| 19 de Outubro  | Vinicius de Moraes | compositor, diplomata e escritor                                | Brasil         | m. 1980     |     |
| 5 de Novembro  | Vivien Leigh       | atriz                                                           | Reino Unido    | m. 1967     |     |

## Mortes
| Data | Nome | Profissão | Nacionalidade | Observações | Ref |
| ---- | ---- | --------- | ------------- | ----------- | --- |